# Renée Keuller
Renée Keuller (Schaarbeek, 1899 – Antwerpen, 1981) was een Belgisch kunstschilder. Ze was een dochter en leerlinge van kunstschilder Vital Keuller. Ze bracht haar jeugdjaren door in Oostende en is tijdens de Eerste Wereldoorlog met haar ouders naar Groot-Brittannië gegaan. haar oeuvre bestaat uit naakten, portretten, landschappen, stillevens, genretaferelen en fantasieonderwerpen

## Musea
Werk van Renée Keuller wordt bewaard in het Mu.ZEE te Oostende.